# Neanotis formosana
Neanotis formosana là một loài thực vật có hoa trong họ Thiến thảo. Loài này được (Hayata) W.H.Lewis mô tả khoa học đầu tiên năm 1966.